# Fort Wadsworth

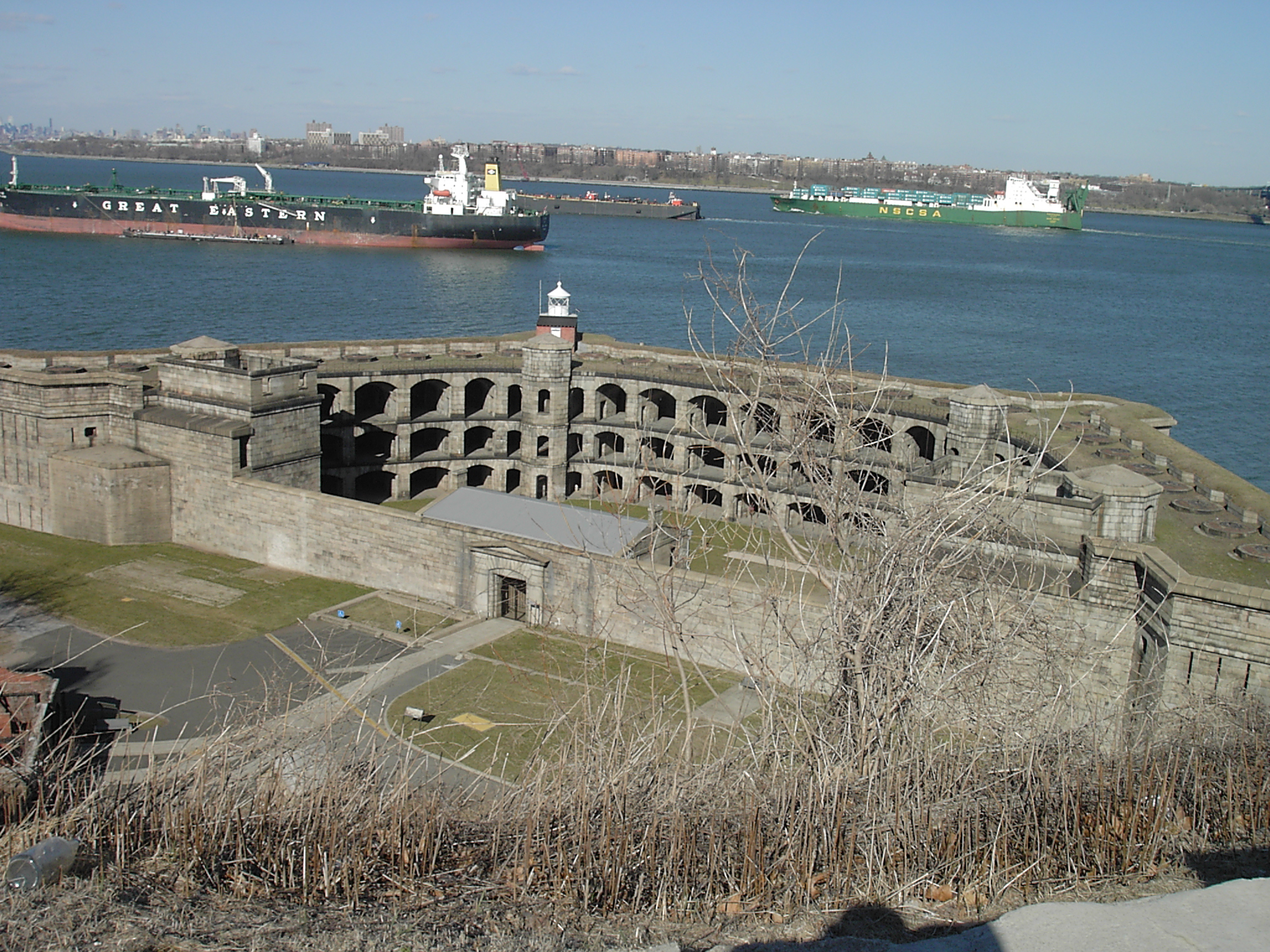
Battery Weed im Fort Wadsworth

Fort Wadsworth ist eine ehemalige Befestigungsanlage auf Staten Island in New York City. Sie liegt an der Meerenge The Narrows und schützte die Stadt New York vor Überfällen.

## Geschichte
Die erste Befestigung erfolgte im Jahre 1663. 1776 wurde die Befestigungsanlage von den Briten eingenommen und blieb bis zum Ende des Amerikanischen Unabhängigkeitskrieges in deren Hand. Die Gesamtanlage untergliederte sich in mehrere einzelne Befestigungsanlagen wie Fort Tompinks und Fort Richmond. 1864 erhielt die Gesamtanlage den Namen Fort Wadsworth zu Ehren von Brigadegeneral James S. Wadsworth, der während des Bürgerkrieges in der Schlacht in der Wilderness gefallen war. 1913 fand die unter Anwesenheit von Präsident William Howard Taft die Grundsteinlegung für das American Indian Memorial statt, das wegen Geldmangels und dem Ausbruch des Ersten Weltkrieges nie vollendet wurde.
Im Jahre 1924 wurde das Fort zu einer Infanteriekaserne umfunktioniert.

### Nach 1945
Nach dem Zweiten Weltkrieg wurden alle Geschütze der US-Küstenartillerie abgeschafft, die letzte Batterie verließ 1955 mit ihren M1 120mm Geschützen das Fort. Von 1948 bis 1960 befand sich die Kommandostelle der Flugabwehr für den Großraum New York in Fort Wadsworth, zunächst war von 1948 bis 1952 der Stab 102. Flugabwehrbrigade der New York National Guard hier stationiert, diese Einheit wurde 1952 durch den Stab der 52. Flugabwehrbrigade ersetzt der bis zu ihrer Verlegung in die Highlands Air Force Station hier stationiert war, das Fort war für beide Brigaden nur das Stabsquartier, die einzelnen Nike-Ajax/Nike-Hercules Feuerstellungen waren in den Bundesstaaten New York und New Jersey disloziert und befanden sich in:
- (NY-53) Leonardo/Belford
- (NY-73) Summit/Watchung
- (NY-54) Holmdel/Hazlet
- (NY-80) Livingston (Double Site)
- (NY-561) Fort Hancock/Sandy Hook
- (NY-881) Mountain View/Wayne
- (NY-58/60) South Amboy
- (NY-93/94) Ramsey Darlington
- (NY-65) South Plainfield Mahwah/Franklin Lakes (Double Site).

Im Anschluss wurde das Fort von 1974 bis 1979 Standort der United States Army Chaplain School.
1979 wurde Basis an die US Navy abgegeben und als Hauptquartier der Naval Station New York verwendet. Mit dem Base Closure and Realignment Commission Programm verließ die Navy Fort Wadsworth, das gesamte Gelände kam unter die Verwaltung des National Park Service und wurde 1995 Teil der Gateway National Recreation Area. 1996 verlegte die US-Küstenwache das Hauptquartier des Befehlsbereichs Atlantic Area, Sector New York von Governors Island nach Fort Wadsworth und zog zusammen mit dem Maritime Safety and Security Team 91106 in die ehemaligen Navy-Gebäude.
Daneben befindet sich noch das US Army Reserve Center mit dem 353rd Civil Affairs Command und weiteren kleineren Einheiten auf dem Gelände von Fort Wadsworth.
Andere Gebäude des Forts werden vom National Park Service als Verwaltungs- und Bildungseinrichtungen und von der United States Park Police genutzt.

## Aktivitäten
Neben den regelmäßigen Führungen, die von der Nationalparkverwaltung angeboten werden, finden auch jährliche Veranstaltungen in Ford Wadsworth statt. Zum einen ist das Fort der Startpunkt des alljährlichen New York City Marathons, an dem jedes Jahr über 50.000 Läufer teilnehmen, zum anderen befindet sich hier das Ziel der Five Boro Bike Tour. Nach einer Strecke von 40 Meilen durch alle fünf Boroughs von New York wird am Ziel im Fort immer eine große Party gefeiert. Fort Wadsworth ist der Schauplatz des Finales und des in der Handlung enthaltenen Spielfinales des Films „Nerve“.